# Klaus Wisotzky
Klaus Wisotzky (* 26. März 1953 in Gelsenkirchen-Buer) ist ein deutscher Historiker und Archivar.

## Leben
Klaus Wisotzky studierte Geschichte und Germanistik an der Universität Düsseldorf, wo er 1983 mit einer von Peter Hüttenberger betreuten Arbeit zum Ruhrbergbau im Dritten Reich promoviert wurde. Nach seiner Ausbildung zum höheren Archivdienst und einer Tätigkeit als wissenschaftlicher Angestellter im Nordrhein-Westfälischen Hauptstaatsarchiv Düsseldorf (1978–1980) war Wisotzky Leiter des Stadtarchivs Ratingen (1986–1995) und des heutigen Hauses der Essener Geschichte/Stadtarchiv (1995–2018).

## Schriften (Auswahl)
- Der Ruhrbergbau im Dritten Reich. Studien zur Sozialpolitik im Ruhrbergbau und zum sozialen Verhalten der Bergleute in den Jahren 1933 bis 1939. Schwann, Düsseldorf 1983, ISBN 3-590-18120-6 (Zugl.: Düsseldorf, Univ., Diss., 1983).
- Ratinger Bibliographie. Ratingen 1988, ISBN 3-926538-03-1.
- Vom Kaiserbesuch zum Euro-Gipfel. 100 Jahre Essener Geschichte im Überblick. Essen 1996, ISBN 3-88474-497-6.
- Unruhige Zeiten – politische und soziale Unruhen in Essen 1916–1919. Münster 2019, ISBN 3-402-14209-0.